# كريستو ري (فلم)
كريستو راي (بالإسبانية: Cristo Rey) هو فيلم درامي لجمهورية الدومينيكان لعام 2013 من تأليف وإخراج ليتيسيا تونوس. تم عرضه في قسم السينما العالمية المعاصرة في مهرجان تورونتو السينمائي الدولي عام 2013. وتم اختياره كمدخل لجمهورية الدومينيكان لأفضل فيلم بلغة أجنبية في حفل توزيع جوائز الأوسكار السابع والثمانون، لكن لم يتم ترشيحه.

## ملخص القصة
في مدينة صفيح فقيرة في سانتو دومينغو يعيش الهايتيين والدومينيكيين، حيث تواجه المجموعتان خلافًا عنيفًا في مناخ سياسي واجتماعي مضطرب. «جانفيير» و«رودي» أخوة غير أشقاء يتقاتلان من أجل حب نفس المرأة. بسبب جذور «جانفييه» الهايتية يتم تجنيده من قبل عصابة تهريب المخدرات التي تحكم حي كريستو ري. وتتمثل مهمته في مراقبة «جوسلين» شقيقة زعيم العصابة. الدومينيكاني «رودي» هو صديق «جوسلين» السابق، لا يستطيع أن يتحمل رؤية شقيقه غير الشقيق «جانفييه» يقضي بعض الوقت معها، يصبح «رودي» مصممًا على استعادتها بغض النظر عن التكلفة. يقع «جانفيير» و«جوسلين» في الحب مع بعضهما البعض وهما يضعان خطة لمغادرة الحي إلى الأبد. لانه ليس لهما أي مستقبل متوقع في حي مثل كريستو ري.

## طاقم العمل
| - جيمس سانتيل بدور جانفييه - أكاري إندو بدور جوسلين - ياسر ميشيل بدور رودي - جالسن سانتانا بدور العقيد مونتيلا - أرتورو لوبيز بدور مون |  |  |  | - ليوناردو فاسكيز بدور إل باكا - موسى ترينيداد بدور بيدرو لي - سلفادور بيريز مارتينيز بدور دون مانويل - ماري ميشيل بازيلي بدور لورانس - فرانك بيروزو بدور الأستاذ غارسيا |

## روابط خارجية
- مقالات تستعمل روابط فنية بلا صلة مع ويكي بيانات